# Tchad i olympiska sommarspelen 1968
Tchad deltog med tre deltagare vid de olympiska sommarspelen 1968 i Mexico City. Ingen av landets deltagare erövrade någon medalj.